# 三宅精一
三宅 精一（みやけ せいいち、1926年〈大正15年〉2月5日 - 1982年〈昭和57年〉7月10日）は、日本の社会事業家、発明家である。
視覚障害者誘導用ブロック（点字ブロック）の考案者。財団法人安全交通試験研究センター初代理事長を務めた。

## 略歴
旅館業の傍らで自動車ナンバープレート融雪装置などを開発していたが、白杖を使用する視覚障害者が車道横断時に危うい様子を目撃し、1963年頃から「視覚障害者の安全歩行」を開発課題とする。
飼育するセント・バーナードの出産を機に、中途視覚障害者である岩橋武夫の息子で日本ライトハウス理事長の岩橋英行と親交する。
1965年に視覚障害者誘導用ブロックを考案し、自宅に安全交通試験研究センターを設けて点字ブロックの普及に専念する。1967年には岡山県立岡山盲学校近傍の国道2号の横断歩道へ点字ブロック230枚を私費で敷設した。
1974年に建設省道路局から「道路における盲人誘導システム」の研究協力を依頼され、10月1日に安全交通試験研究センターを財団法人とする。
1982年7月10日に慢性肝炎で死去。56歳没。

## 評価
2010年に、3月18日が点字ブロックの日となる。
2019年3月18日に、Google Doodleに収載される。

## 関連書籍
- 岩橋英行『白浪に向いて 三宅精一を語る』安全交通試験研究センター、1983年7月。ASIN B000J78BKK。 NCID BN01624583。全国書誌番号:84026192。